# إندغون بحري
إندغون بحري (الاسم العلمي:Endogone maritima) هو نوع من الفطريات يتبع جنس الإندغون من الفصيلة الإندغونية.